# Primavera (álbum de Daniela Araújo)
Primavera é o quarto extended play da cantora e compositora brasileira Daniela Araújo, lançado em agosto de 2017.
O disco traz três canções gravadas para o álbum Doze (2017) em versão ao vivo, registradas em um show ocorrido no final de 2016. A produção musical ficou por conta da própria cantora em parceria com Jorginho Araújo e DJ PV. A canção "Outubro" contou com participação de DJ PV.
| Críticas profissionais | Críticas profissionais |
| Avaliações da crítica  | Avaliações da crítica  |
| Fonte                  | Avaliação              |
| ---------------------- | ---------------------- |
| Super Gospel           | [ 2 ]                  |

## Faixas
| N.º | Título                  | Compositor(es)                                    | Duração |  |
| 1.  | "Outubro" (part. DJ PV) | Daniela Araújo, DJ PV, Dani Aguiar e Estêvão Lino |         |  |
| 2.  | "Novembro"              | Daniela Araújo e Dani Aguiar                      |         |  |
| 3.  | "Dezembro"              | Daniela Araújo e Jorginho Araújo                  |         |  |